# Découverte du neutron

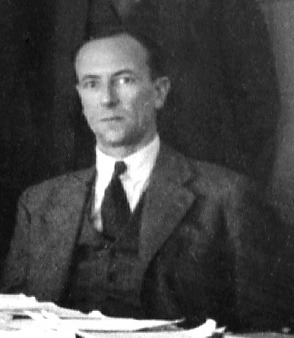
James Chadwick à la Conférence Solvay de 1933. Chadwick avait découvert le neutron l'année précédente alors qu'il travaillait au laboratoire Cavendish.

La découverte du neutron et de ses propriétés a été au cœur des développements spectaculaires de la physique atomique dans la première moitié du XXe siècle. Au début du siècle, Ernest Rutherford avait développé un modèle rudimentaire de l'atome:188,, à la suite des résultats de l'expérience de la feuille d'or qu'avaient menée ses deux assistants Hans Geiger et Ernest Marsden. Dans ce modèle, les atomes avaient une masse et une charge électrique positive concentrées dans un tout petit espace, le noyau atomique. En 1920, des isotopes d'éléments chimiques avaient déjà été découverts. Il avait aussi déjà été déterminé que les masses atomiques étaient (approximativement) des multiples entiers de la masse de l'atome d'hydrogène, et que le numéro atomique était la charge portée par le noyau:§1.1.2. Tout au long des années 1920, le noyau était resté considéré comme composé d'une combinaison de protons et d'électrons, les deux seules particules élémentaires connues à l'époque, mais ce modèle présentait plusieurs contradictions expérimentales et théoriques:298.
La nature essentielle du noyau atomique a été finalement établie avec la découverte du neutron par James Chadwick en 1932 et par la détermination qu'il s'agissait d'une nouvelle particule élémentaire, distincte du proton,:55.
Le neutron a immédiatement été exploité comme un nouveau moyen pour sonder la structure nucléaire, conduisant à des découvertes telles que la création de nouveaux éléments radioactifs par irradiation de neutrons (1934), ainsi que la fission des atomes d'uranium par les neutrons (1938). La découverte de la fission a conduit au développement de l'énergie nucléaire et des armes nucléaires à la fin de la Seconde Guerre mondiale. Le proton et le neutron ont été considérés comme des particules élémentaires jusqu'aux années 1960, lorsqu'il a été déterminé qu'ils étaient en fait des particules composites construites à partir des quarks.

## Découverte de la radioactivité
Au début du XXe siècle, le débat vigoureux sur l'existence des atomes n'était toujours pas résolu. Des philosophes comme Ernst Mach et Wilhelm Ostwald niaient la réalité des atomes, les considérant comme une construction mathématique pratique, alors que d'autres scientifiques, comme Arnold Sommerfeld et Ludwig Boltzmann, voyaient que les théories physiques avaient besoin de l'existence des atomes:13-14.
La radioactivité avait été découverte en 1896 par le scientifique français Henri Becquerel, alors qu'il travaillait avec des matériaux phosphorescents. En 1898, Ernest Rutherford du laboratoire Cavendish distinguait deux types de radioactivité, les rayons alpha et les rayons bêta, qui différaient par leur capacité à pénétrer à travers les objets ou les gaz ordinaires. Deux ans plus tard, Paul Villard découvrait les rayons gamma, qui possédaient un pouvoir de pénétration encore plus grand:8–9. Ces rayonnements ont été rapidement identifiés comme étant des particules connues : en 1902, Walter Kaufmann montrait que les rayons bêta étaient des électrons ; en 1907, c'est Rutherford et Thomas Royds qui montraient que les rayons alpha étaient des noyaux d'hélium ; et finalement, Rutherford et Edward Andrade montraient en 1914 que les rayons gamma étaient des rayonnements électromagnétiques, c'est-à-dire une forme de lumière:61–62, 87. Ces rayonnements avaient également été identifiés comme émanant des atomes, et fournissaient donc des indices sur les processus se produisant au sein des atomes. Inversement, il avait été reconnu que les rayonnements pouvaient servir d'outils permettant de sonder l'intérieur des atomes au cours d'expériences de diffusion:112–115.

## Expérience de la feuille d'or et découverte du noyau atomique

Un schéma du noyau atomique indiquant un rayonnement β−, l'émission d'un électron rapide du noyau (l'antineutrino qui l'accompagne est omis). Dans le modèle de Rutherford du noyau, les sphères rouges étaient des protons avec une charge positive, alors que les sphères bleues étaient des protons étroitement liés à un électron, et donc sans charge nette.
L'encart montre la désintégration bêta d'un neutron libre tel qu'elle est comprise aujourd'hui : le neutron se désintègre en un proton, alors qu'un électron et un antineutrino sont créés lors du processus.

À l'Université de Manchester, entre 1908 et 1913, Rutherford avait orienté ses assistants Hans Geiger et Ernest Marsden vers une série d'expériences dont le but était de déterminer ce qui se passait lorsque des particules alpha diffusaient sur une feuille de métal. Aujourd'hui connues sous le terme d'« expérience de la feuille d'or de Rutherford », ou d'« expérience de Geiger-Marsden », ces mesures avaient permis la découverte extraordinaire suivante : bien que la plupart des particules alpha traversant la feuille d'or ne subissent qu'une déviation faible, quelques-unes sont diffusées sous un angle important. La diffusion indiquait que certaines des particules alpha rebondissaient sur un composant petit mais dense devant se trouver à l'intérieur des atomes. En 1911, sur la base de ces résultats, il était devenu évident pour Rutherford que l'atome devait consister en un petit noyau massif, de charge positive, entouré d'un nuage d'électrons beaucoup plus grand, chargés négativement. La concentration de la masse atomique était nécessaire pour expliquer la déviation des particules alpha que l'on observait. Rutherford développa alors un modèle mathématique qui tenait compte de cette diffusion.
Le modèle de Rutherford était très influent. Il motiva le modèle de Bohr pour des électrons décrivant des orbites autour du noyau en 1913 et il conduisit finalement à la mécanique quantique vers le milieu des années 1920.

## Découverte des isotopes
Parallèlement aux travaux de Rutherford et de ses assistants, le radiochimiste Frederick Soddy de l'Université de Glasgow étudiait les problèmes liés à la chimie des matériaux radioactifs. Soddy avait travaillé avec Rutherford sur la radioactivité à l'Université McGill. En 1910, environ 40 éléments radioactifs différents, appelés radioéléments, avaient été identifiés entre le plomb et l'uranium, bien que le tableau périodique n'autorise que 11 éléments. En 1913, Soddy et Kazimierz Fajans découvraient indépendamment qu'un élément subissant une désintégration alpha produisait un élément situé deux places vers la gauche dans le tableau périodique, et qu'un élément subissant une désintégration bêta produisait un élément situé une place vers la droite. De plus, les radioéléments qui résidaient aux mêmes endroits dans le tableau périodique étaient chimiquement identiques. Soddy appela ces éléments chimiquement identiques des isotopes:3–5. Pour son étude de la radioactivité et pour sa découverte des isotopes, Soddy reçu le prix Nobel de chimie en 1921.

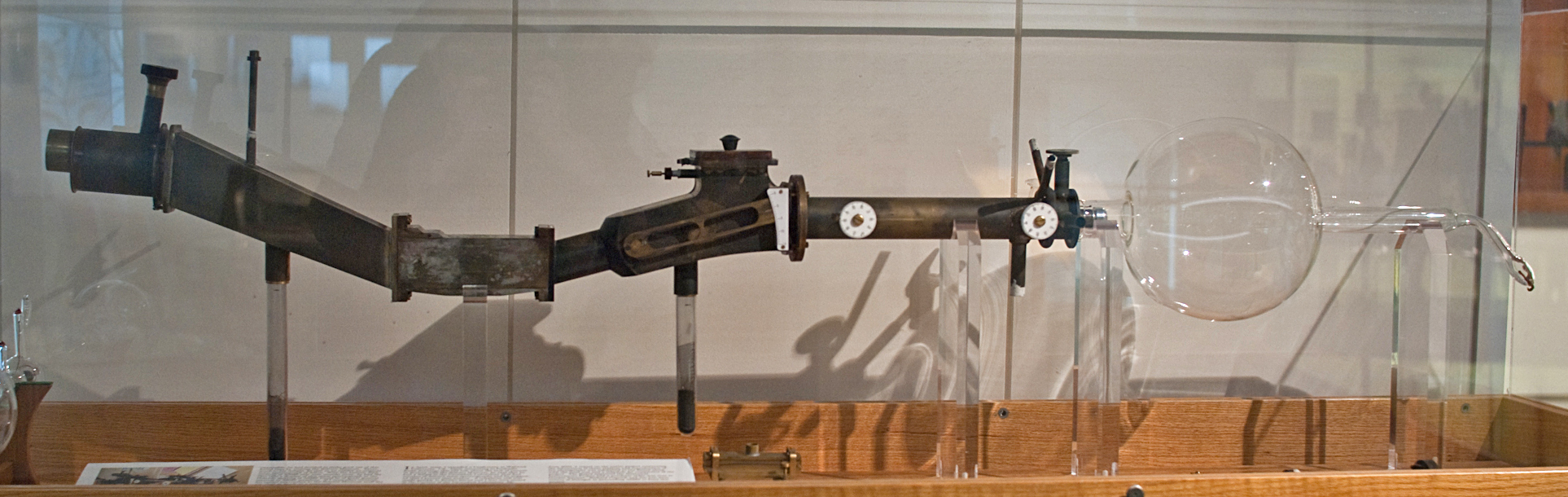
Réplique du troisième spectromètre de masse d'Aston

S'appuyant sur les travaux de JJ Thomson sur la déviation des atomes chargés positivement par des champs électriques et magnétiques, Francis Aston avait construit le premier spectromètre de masse au laboratoire Cavendish en 1919. Son but, qu'il atteignit facilement, était de séparer les deux isotopes du néon, 20Ne et 22Ne. Aston avait découvert que les masses de toutes les particules étaient des nombres entiers (c'est la règle du nombre entier), c'est-à-dire que les masses de tous les isotopes étaient des multiples entiers de la masse de l'atome d'hydrogène. Lors de ces mesures, Aston calculait arbitrairement les masses par rapport à celle de l'oxygène 16, qu'il prenait comme ayant une masse de valeur 16 exactement lorsqu'elle était exprimée en unité de masse atomique (uma). (Aujourd'hui, on utilise l'unité de masse atomique unifiée, de symbole « u », pour mesurer les masses atomiques.) Ironiquement, la seule exception à cette règle était pour l'hydrogène qui avait une masse de valeur 1,008. L'excès de masse était faible, mais bien en dehors de l'incertitude expérimentale. Aston et d'autres scientifiques avaient rapidement réalisé que l'écart devait être dû à l'énergie de liaison dans les noyaux, c'est-à-dire que la masse d'un certain nombre de particules liés en un seul noyau devait être inférieure à la somme des masses des particules séparées, ce qui ne marchait pas dans le cas de l'hydrogène, son noyau n'étant composé que d'un seul proton. Les travaux d'Aston lui ont valu le prix Nobel de chimie en 1922 pour la découverte de nombreux isotopes d'éléments non radioactifs, ainsi que pour son énonciation de la règle du nombre entier. Notant la découverte récente d'Aston relative à l'énergie de liaison nucléaire, Arthur Eddington suggéra en 1920 que les étoiles pourraient obtenir leur énergie en fusionnant de l'hydrogène (des protons) en hélium et que les éléments les plus lourds pourraient se former dans les étoiles.

## Numéro atomique et loi de Moseley
Rutherford et d'autres scientifiques avaient noté la disparité entre la masse d'un atome, lorsqu'elle était exprimée en unités de masse atomique, et la charge approximative du noyau, telle qu'elle était requise pour que le modèle de Rutherford puisse fonctionner. La charge du noyau atomique était généralement d'environ la moitié de sa masse atomique:82. Antonius van den Broek avait alors émis l'hypothèse audacieuse que la charge du noyau, notée Z, ne serait pas la moitié du poids atomique de l'élément, mais était plutôt égale exactement à sa position ordinale dans le tableau périodique:228. À cette époque, la position des éléments dans le tableau périodique n'avait pas encore été reconnue comme ayant une quelconque signification physique. Par contre, si les éléments étaient ordonnés selon leur masse atomique croissante, une périodicité des propriétés chimiques apparaissait. Cependant, il existait des exceptions à cette périodicité, comme par exemple pour le cobalt et le nickel qui n'étaient pas dans le bon ordre,:180.
À l'Université de Manchester, en 1913, Henry Moseley avait discuté avec Bohr, lors d'une de ses visites, de son nouveau modèle d'atome. Le modèle tenait compte du spectre électromagnétique d'émission de l'atome d'hydrogène, et les deux confrères se sont demandé si les spectres d'émission des éléments plus lourds, tels que le cobalt ou le nickel, suivaient leur ordre en fonction de leur poids ou en fonction de leur position dans le tableau périodique:346. En 1913-1914, Moseley avait fait des tests expérimentaux sur la question en utilisant des techniques de diffraction des rayons X. Il avait alors découvert que la raie la plus intense (que l'on appelle la raie K-alpha) des longueurs d'onde courtes du spectre des rayons X d'un élément particulier, était liée à la position de l'élément dans le tableau périodique, c'est-à-dire à son numéro atomique Z. C'est Moseley qui a introduit cette nomenclature:§1.1.2. Il avait découvert que les fréquences du rayonnement d'un grand nombre d'éléments étaient liées de manière simple à leur numéro atomique,:5,:181.
En moins d'un an, il avait été établi que l'équation de cette relation, que l'on appelle aujourd'hui la loi de Moseley, pouvait s'expliquer en termes du modèle de Bohr de 1913, avec des hypothèses supplémentaires raisonnables sur la structure atomique d'autres éléments:87. Le résultat de Moseley, d'après un compte rendu ultérieur de Bohr, avait non seulement établi le numéro atomique comme une quantité expérimentale mesurable, mais lui avait également donné une signification physique en tant que charge positive contenue dans le noyau atomique. Les éléments pouvaient alors être classés dans le système périodique par ordre de numéro atomique, plutôt que par poids atomique:127. Le résultat avait apporté une plus grande cohésion entre l'organisation du tableau périodique, le modèle de Bohr de l'atome:56, et le modèle de Rutherford de la diffusion des particules alpha par les noyaux. Il avait été qualifié par Rutherford, Bohr et d'autres scientifiques comme étant une avancée critique dans la compréhension de la nature du noyau atomique.
Les recherches en physique atomique ont été interrompues au déclenchement de la Première Guerre mondiale. Moseley a été tué en 1915 à la bataille de Gallipoli,:182, tandis que l'étudiant de Rutherford, James Chadwick, était interné en Allemagne pendant toute la durée de la guerre, de 1914 à 1918. A Berlin, les travaux de recherche de Lise Meitner et d'Otto Hahn sur la détermination des chaînes de désintégration radioactive du radium et de l'uranium par séparation chimique avaient été interrompus:§4. Meitner avait passé une grande partie de la guerre à travailler comme radiologue, en tant que technicienne des rayons X médicaux, près du front autrichien, tandis que Hahn, un chimiste, faisait de la recherche sur les gaz de combats toxiques:61–62, 68.

## L'atome de Rutherford

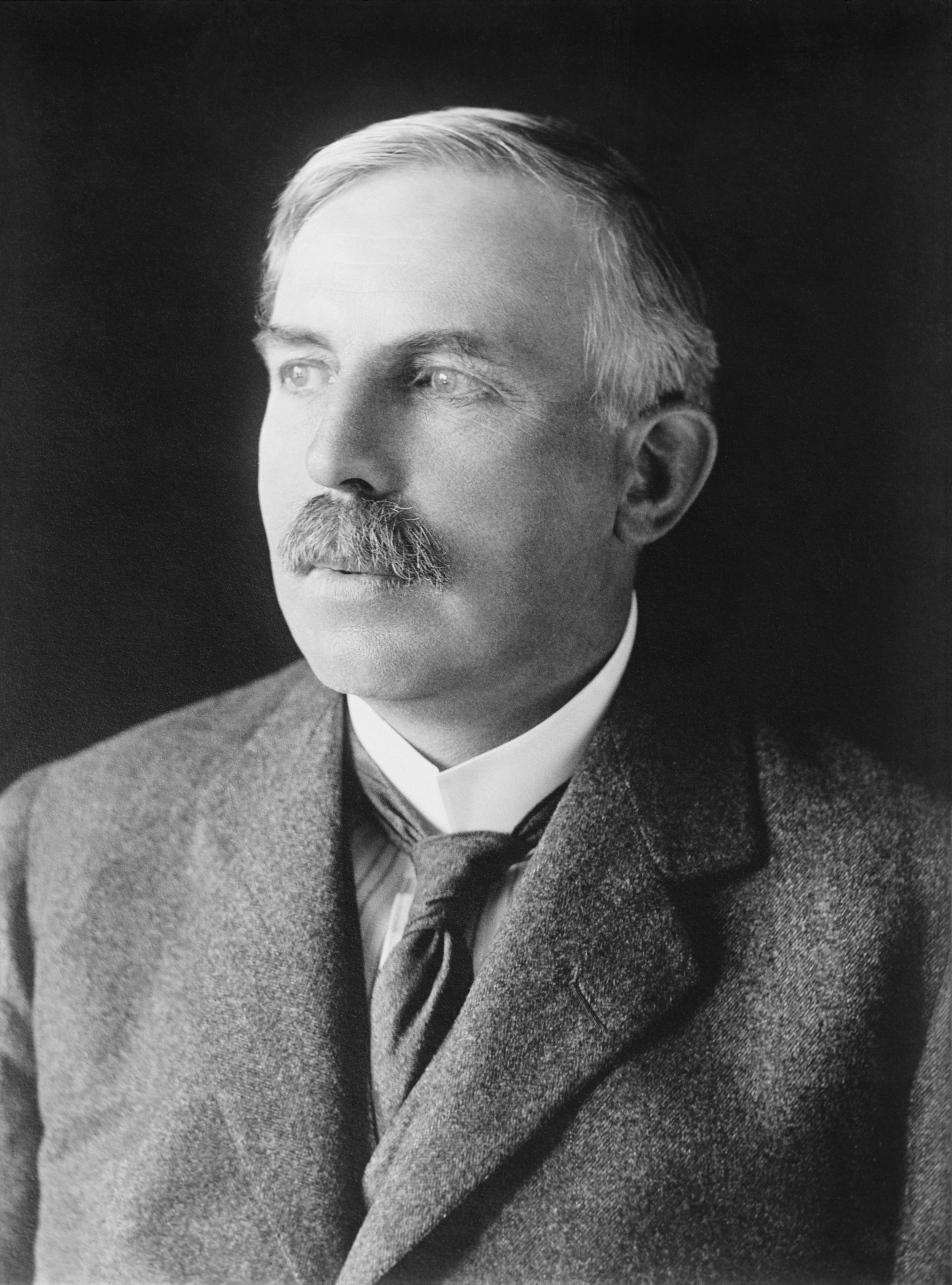
Ernest Rutherford

En 1920, Rutherford avait donné une conférence Bakerian à la Royal Society intitulée « Nuclear Constitution of Atoms », qui résumait les expériences récentes sur les noyaux atomiques et les conclusions sur leur structure,:23,:5. En 1920, l'existence des électrons au sein du noyau atomique était encore largement admise. On supposait que le noyau de l'atome était constitué de noyaux d'hydrogène en nombre égal à la masse atomique. Mais puisque chaque noyau d'hydrogène avait une charge +1, le noyau devait avoir un nombre plus petit « d'électrons internes », chacun ayant une charge -1, pour donner au noyau sa charge totale correcte. La masse des protons étant environ 1800 fois supérieure à celle des électrons, la masse des électrons était accessoire dans ce calcul:230–231. Un tel modèle était cohérent avec la diffusion des particules alpha sur les noyaux lourds, ainsi qu'avec la charge et la masse des nombreux isotopes qui avaient été identifiés. Il y avait d'autre motivations pour un modèle proton-électron du noyau. Comme le notait Rutherford à l'époque : « Nous avons de fortes raisons de croire que les noyaux des atomes contiennent des électrons ainsi que des corps chargés positivement... »:376–377. En effet, on savait que le rayonnement bêta correspondait à des électrons émis par le noyau:21,:5–6.
Au cours de cette conférence, Rutherford avait conjecturé l'existence de nouvelles particules. La particule alpha était connue pour être très stable et on supposait qu'elle devait conserver son identité au sein du noyau. On pensait alors qu'une particule alpha devait être constituée de quatre protons et de deux électrons étroitement liés pour lui donner sa charge +2 et sa masse 4. Dans un article de 1919, Rutherford avait rapporté la découverte apparente d'une nouvelle particule de charge +2 et de masse 3, qu'il avait notée X++, et qui devait être composée de trois protons et d'un électron étroitement lié. Ce résultat avait suggéré à Rutherford l'existence probable de deux nouvelles particules : l'une constituée de deux protons et d'un électron étroitement lié, et l'autre composée d'un proton et d'un électron étroitement lié (et donc de charge nulle). Il a été déterminé par la suite que la particule X++ avait une masse de 4 et qu'elle n'était rien d'autre qu'une particule alpha de faible énergie:25. Malgré tout, Rutherford avait conjecturé l'existence du deutéron, une particule de charge +1 et de masse 2, et surtout du neutron, une particule neutre de masse 1:396. Le deutéron n'était autre que le noyau du deutérium, qui sera découvert en 1931 par Harold Urey. En ce qui concerne la particule neutre hypothétique, elle devait avoir une masse peu différente de celle du proton. Rutherford avait déterminé qu'une telle particule sans charge serait difficile à détecter par les techniques disponibles:396.
À peu près au même moment que Rutherford tenait sa conférence, d'autres publications étaient apparues avec des suggestions similaires pour un composite proton-électron dans le noyau. En 1921, William Harkins, un chimiste américain, donnait à la particule non chargée le nom de « neutron »,,,:6. À peu près à la même époque, le mot « proton » avait été adopté pour désigner le noyau d'hydrogène. Le mot « neutron » a apparemment été construit à partir de la racine latine pour « neutre » et de la terminaison grecque -on (par imitation des noms « électron » et « proton »),. Cependant, des références au mot « neutron » en relation avec l'atome se retrouvent dans la littérature dès 1899:398,.
Rutherford et Chadwick ont immédiatement lancé un programme expérimental au laboratoire Cavendish de Cambridge pour tenter de découvrir le neutron:27,:398. Les expériences se sont poursuivies tout au long des années 1920, mais sans succès.
La conjecture de Rutherford et l'hypothèse du neutron n'étaient pas largement acceptées. Dans sa monographie de 1931 sur la Constitution des noyaux atomiques et de la radioactivité, George Gamow, alors à l'Institut de physique théorique de Copenhague, ne mentionnait pas le neutron. Irène Joliot-Curie et Frédéric Joliot, durant leurs mesures de 1932 à Paris qui conduiront à la découverte du neutron, ignoraient la conjecture.

## Problèmes de l'hypothèse des électrons nucléaires
Tout au long des années 1920, les physiciens avaient supposé que le noyau atomique était composé de protons et d'« électrons nucléaires »:29–32,. En suivant cette hypothèse, le noyau d'azote 14 (14N) devait être composé de 14 protons et de 7 électrons nucléaires, de sorte qu'il aurait une charge nette de +7 charges élémentaires et une masse de 14 unités de masse atomique. Ce noyau serait également entouré par 7 autres électrons, appelés « électrons externes » par Rutherford:375, pour constituer l'atome 14N. Cependant, des problèmes avec cette hypothèse sont rapidement devenus apparents.
Ralph Kronig avait souligné en 1926 que la structure hyperfine des spectres atomiques que l'on observait était incompatible avec l'hypothèse proton-électron. Cette structure est causée par l'influence du noyau sur la dynamique des électrons en orbite. Les moments magnétiques des supposés « électrons nucléaires » devraient produire des séparations de raies spectrales hyperfines similaires à l'effet Zeeman. Mais aucun effet de ce type n'avait été observé:199. Tout se passait comme si le moment magnétique de l'électron disparaissait lorsqu'il était à l'intérieur du noyau:299.
Alors qu'il était en visite à l'Université d'Utrecht en 1928, Kronig avait découvert un aspect surprenant du spectre de rotation de l'ion N2+. La mesure précise qu'avait effectuée Leonard Ornstein, le directeur du Laboratoire de physique d'Utrecht, avait montré que le spin du noyau d'azote devait être égal à un. Cependant, si le noyau d'azote 14 (14N) était composé de 14 protons et de 7 électrons (un nombre impair de particules de spin 1/2) alors le spin nucléaire résultant devait être un demi-entier. Kronig suggéra alors que « les protons et les électrons ne conservaient peut-être pas leur identité tel qu'ils le font en dehors du noyau »:299–301,:117.
Les observations des niveaux d'énergie de rotation des molécules diatomiques à l'aide de la spectroscopie Raman par Franco Rasetti en 1929 étaient également incompatibles avec la statistique à laquelle on s'attendait en considérant l'hypothèse proton-électron. Rasetti avait obtenu des spectres de bandes pour les molécules H2 et N2. Alors que les bandes pour les deux molécules diatomiques montraient une alternance d'intensité entre lumière et obscurité, le motif d'alternance pour H2 était opposé à celui de N2. Après avoir soigneusement analysé les résultats expérimentaux, les physiciens allemands Walter Heitler et Gerhard Herzberg ont pu montrer que les noyaux d'hydrogène obéissaient à la statistique de Fermi alors que les noyaux d'azote obéissaient à la statistique de Bose. Cependant, un résultat alors non publié d'Eugene Wigner montrait qu'un système composé d'un nombre impair de particules de spin 1/2 devait obéir à la statistique de Fermi, alors qu'un système ayant un nombre pair de particules de spin 1/2 devait obéir à la statistique de Bose. Si le noyau d'azote 14 avait 21 particules, il devait donc obéir à la statistique de Fermi, contrairement aux faits. Ainsi, Heitler et Herzberg avaient conclu : « l'électron dans le noyau... perd sa capacité à déterminer la statistique du noyau. »:117–118.
Le paradoxe de Klein, découvert par Oskar Klein en 1928, présentait une autre objection, du ressort de la mécanique quantique, à la notion d'un électron confiné dans un noyau. Dérivé de l'équation de Dirac, ce paradoxe clair et précis suggérait qu'un électron s'approchant d'une barrière de haut potentiel avait une forte probabilité de traverser la barrière par un processus de création de paires. Apparemment, un électron ne pouvait pas être confiné dans un noyau par un puits de potentiel, quel qu'en soit sa hauteur. La signification de ce paradoxe avait été intensément débattue à l'époque:199–200.
Vers 1930, il était globalement reconnu qu'il était difficile de concilier le modèle proton-électron des noyaux avec la relation d'incertitude de Heisenberg de la mécanique quantique:199,:299. Cette relation, Δx⋅Δp ≥ 1⁄2ħ, impliquait qu'un électron confiné dans une région de la taille d'un noyau atomique avait généralement une énergie cinétique d'environ 40 MeV:299,, ce qui était supérieure à l'énergie que l'on observait pour les particules bêta émises par les noyaux. Une telle énergie était également beaucoup plus grande que l'énergie de liaison des nucléons:89, qu'Aston et d'autres scientifiques avaient montrée être inférieure à 9 MeV par nucléon:511.
En 1927, Charles Ellis et W. Wooster du laboratoire Cavendish avaient mesuré les énergies des électrons issus des désintégrations β, et ils avaient découvert que la distribution des énergies de n'importe lequel des noyaux radioactifs était large et continue, un résultat qui contrastait tout particulièrement avec les valeurs d'énergie discrètes observées dans le cas des désintégrations alpha et gamma. De plus, la distribution d'énergie continue semblait indiquer que l'énergie n'était pas conservée lors de ce processus impliquant les « électrons nucléaires ». À la suite de cela, en 1929, Bohr avait proposé de modifier la loi de conservation de l'énergie pour tenir compte de la distribution continue de l'énergie. Sa proposition avait obtenu le soutien de Werner Heisenberg. De telles considérations étaient apparemment raisonnables, dans la mesure où les lois de la mécanique quantique venaient récemment de remplacer les lois de la mécanique classique.
Bien que toutes ces considérations ne « prouvaient » pas qu'un électron ne pouvait pas exister dans le noyau, elles étaient déroutantes et difficiles à interpréter par les physiciens. De nombreuses théories avaient alors été inventées pour expliquer comment les arguments ci-dessus pourraient être faux:4–5. Dans sa monographie de 1931, Gamow résumait toutes ces contradictions, marquant les déclarations concernant les électrons dans le noyau avec des symboles d'avertissement:23.

## La découverte du neutron
En 1930, Walther Bothe et Herbert Becker, à Giessen en Allemagne, avaient découvert que si les particules alpha de haute énergie émises par le polonium percutaient certains éléments légers, en particulier le béryllium ({\displaystyle {\ce {^{9}_{4}Be}}}), le bore ({\displaystyle {\ce {^{11}_{5}B}}}) ou le lithium ({\displaystyle {\ce {^{7}_{3}Li}}}), un rayonnement inhabituellement pénétrant se produisait. Le béryllium fournissait le rayonnement le plus intense. Le polonium étant hautement radioactif et produisant un rayonnement alpha énergétique, il était couramment utilisé à l'époque pour des expériences de diffusion:99–110. Le rayonnement alpha peut être influencé par un champ électrique, car il est composé de particules chargées. Cependant, le rayonnement pénétrant qui était observé n'était pas influencé par un champ électrique. On a donc d'abord pensé qu'il s'agissait d'un rayonnement gamma, mais le rayonnement était plus pénétrant que tous les rayons gamma connus et les détails des résultats expérimentaux étaient difficiles à interpréter,,.

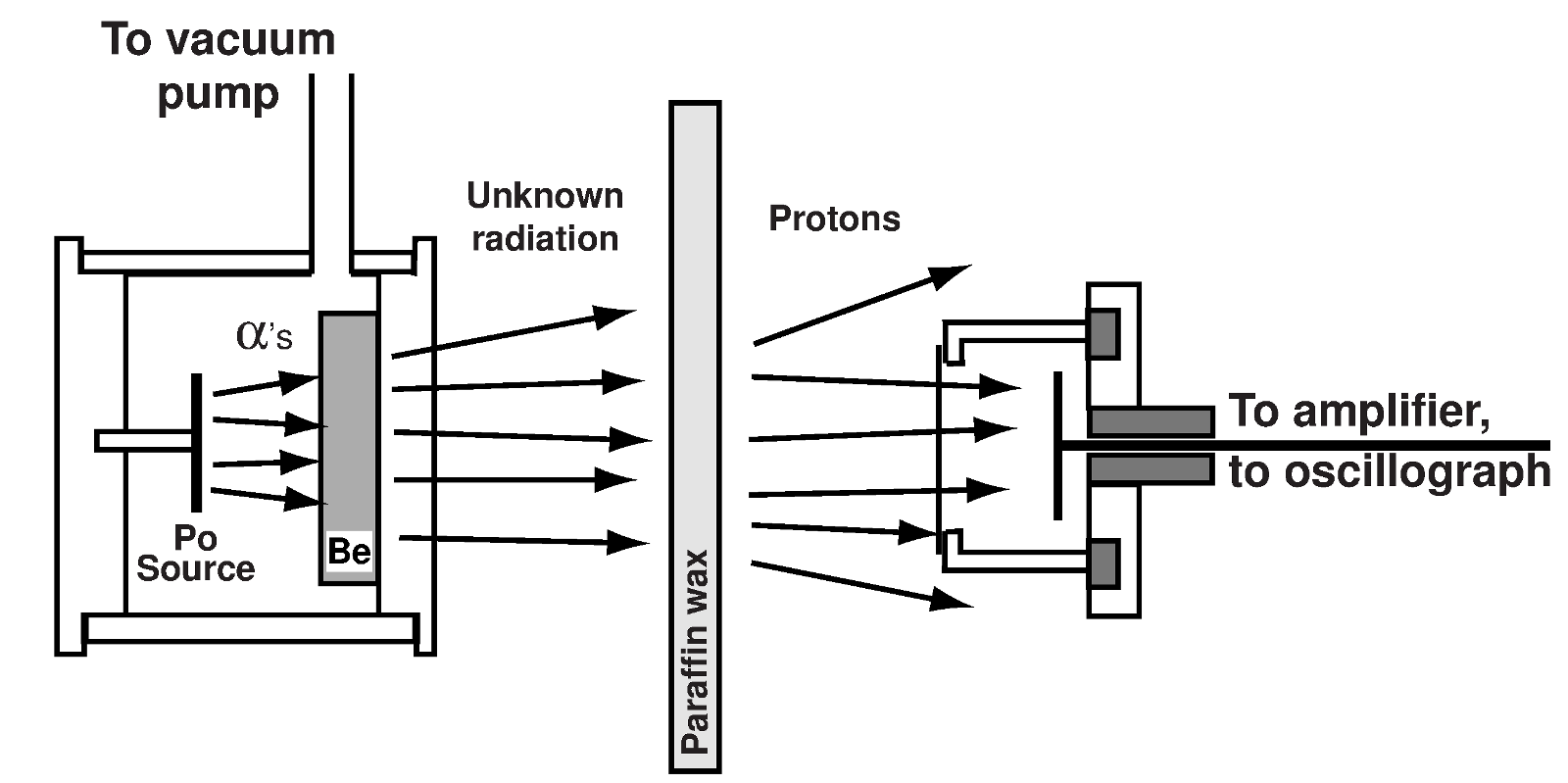
Un diagramme schématique de l'expérience utilisée pour découvrir le neutron en 1932. À gauche, une source de polonium était utilisée pour irradier du béryllium avec des particules alpha, ce qui induisait un rayonnement non chargé. Lorsque ce rayonnement frappait de la cire de paraffine, des protons étaient éjectés. Les protons étaient alors observés à l'aide d'une petite chambre d'ionisation. Adapté de Chadwick (1932).

Deux ans plus tard, à Paris, Irène Joliot-Curie et Frédéric Joliot montraient que si ce rayonnement inconnu était dirigé sur de la cire de paraffine, ou tout autre composé contenant de l'hydrogène, des protons de très haute énergie (5 MeV) étaient éjectés. Cette observation n'était pas en elle-même incompatible avec la nature supposée des rayons gamma du nouveau rayonnement, mais cette interprétation posait un problème logique. Du point de vue de l'énergie et de la quantité de mouvement, un rayon gamma devait avoir une énergie incroyablement élevée (50 MeV) pour pouvoir éjecter un proton massif:§1.3.1. A Rome, le jeune physicien Ettore Majorana déclarait alors que la manière dont le nouveau rayonnement interagissait avec les protons nécessitait une nouvelle particule neutre.
En entendant les résultats de Paris, ni Rutherford ni James Chadwick au laboratoire Cavendish ne croyaient plus à l'hypothèse des rayons gamma. Assisté de Norman Feather, Chadwick se mit rapidement à produire une série d'expériences montrant que l'hypothèse des rayons gamma était intenable. L'année précédente, Chadwick, JER Constable et EC Pollard avaient déjà mené des expériences sur la désintégration d'éléments légers en utilisant le rayonnement alpha du polonium. Ils avaient également développé des méthodes plus précises et plus efficaces pour détecter, compter et enregistrer les protons émis. Chadwick reprit donc l'expérience produisant le rayonnement en utilisant du béryllium pour absorber les particules alpha, selon l'équation : 9Be + 4He (α) → 12C + 1n. Comme pour l'expérience de Paris, il dirigea le rayonnement sur de la cire de paraffine, un hydrocarbure riche en hydrogène, offrant ainsi une cible dense en protons. Comme dans l'expérience de Paris, le rayonnement diffusait énergétiquement certains des protons. Chadwick mesura alors la longueur du parcours de ces protons ainsi que l'impact du nouveau rayonnement sur les atomes de divers gaz. Il découvrit que le nouveau rayonnement était constitué de particules non chargées ayant à peu près la même masse que le proton. Il ne pouvait s'agir de rayons gamma ; ces particules étaient des neutrons,,,. Chadwick a reçu le prix Nobel de physique en 1935 pour cette découverte.
L'année 1932 fut plus tard référée comme l'« annus mirabilis » pour la physique nucléaire au laboratoire Cavendish, avec les découvertes du neutron, celle de la désintégration nucléaire artificielle par l'accélérateur de particules Cockcroft-Walton et celle du positron.

## Modèle proton-neutron du noyau

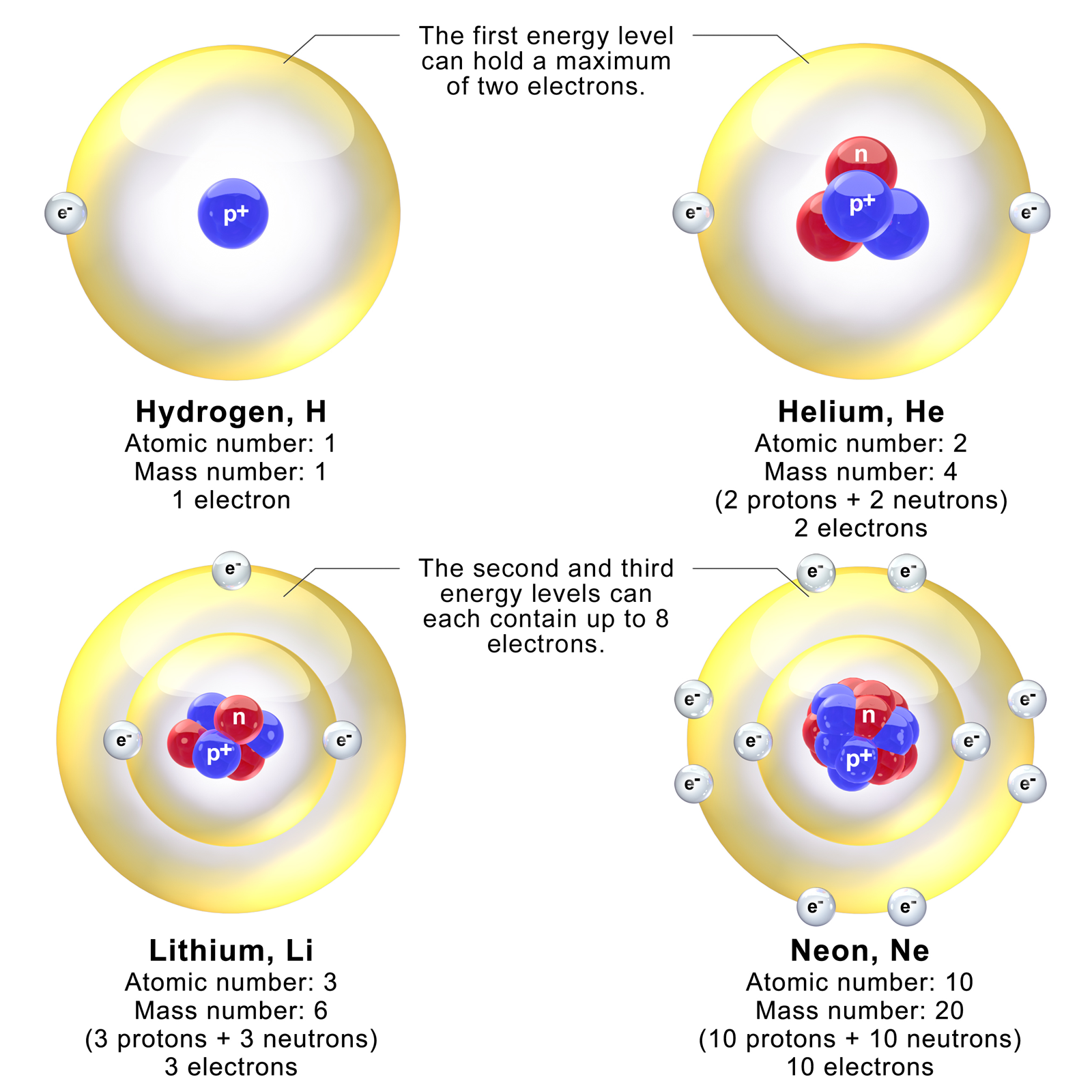
Modèles illustrant le noyau et les niveaux d'énergie des électrons dans les atomes d'hydrogène, d'hélium, de lithium et de néon. En réalité, le diamètre du noyau est environ 100 000 fois plus petit que celui de l'atome.

Compte tenu des problèmes concernant le modèle proton-électron,, il avait été rapidement admis que le noyau atomique devait être composé de protons et de neutrons, même si la nature précise du neutron n'était pas claire dès le départ. Quelques mois après la découverte du neutron, Werner Heisenberg,,, et Dmitri Ivanenko proposaient des modèles proton-neutron dans le noyau. Les articles les plus notables de Heisenberg abordaient la description des protons et des neutrons par la mécanique quantique. Par contre, alors que sa théorie des protons et des neutrons était une « étape majeure vers la compréhension du noyau en tant que système quantique », il continuait à supposer la présence d'électrons nucléaires. En particulier, Heisenberg pensait que le neutron était un composite proton-électron, pour lequel il n'y avait pas d'explication quantique. Il ne lui était pas possible d'expliquer la manière dont des électrons aussi légers pouvaient être liés dans le noyau. C'est aussi Heisenberg qui avait introduit la première théorie des forces d'échange nucléaires liant les nucléons au sein du noyau. Il considérait les protons et les neutrons comme des états quantiques différents de la même particule, c'est-à-dire des nucléons se distinguant par la valeur de leurs nombres quantiques d'isospin nucléaire.
Le modèle proton-neutron permettait finalement de résoudre l'énigme du diazote. Lorsqu'il a été proposé que 14N se composait de 3 paires de protons et de 3 paires de neutrons, ainsi que d'un neutron et d'un proton supplémentaires non appariés, chacun contribuant à un spin 1⁄2 ħ dans la même direction pour produire un spin total de 1 ħ, le modèle est devenu viable,,. Rapidement, les neutrons ont été utilisés pour expliquer naturellement les différences de spin dans de nombreux nucléides, en faisant le même raisonnement.
Bien que le modèle proton-neutron du noyau ait résolu de nombreux problèmes, il mettait aussi en évidence le problème de pouvoir expliquer l'origine du rayonnement bêta. Aucune théorie existante ne pouvait expliquer comment les électrons, ou les positrons, pouvaient émaner du noyau. En 1934, Enrico Fermi publiait son article classique décrivant le processus de désintégration bêta, dans lequel le neutron se désintégrait en un proton en créant un électron et un neutrino (qui n'avait toujours pas été découvert). L'article utilisait l'analogie selon laquelle les photons (le rayonnement électromagnétique) étaient créés et détruits de la même manière lors des processus atomiques. Ivanenko avait suggéré une analogie similaire dès 1932,. La théorie de Fermi exigeait que le neutron soit une particule de spin 1⁄2. De plus, elle préservait le principe de conservation de l'énergie, qui avait été remis en cause par la distribution continue de l'énergie des particules bêta. La théorie proposée par Fermi était la première à montrer comment des particules pouvaient être créées ou détruites. Elle mettait en place une théorie générale et fondamentale de l'interaction des particules par les forces nucléaires faibles ou fortes. Bien que cet article influent ait résisté à l'épreuve du temps, les idées qu'il contenait étaient si nouvelles que lorsqu'il avait été soumis pour la première fois à la revue Nature en 1933, il avait été rejeté car il était considéré trop spéculatif.

## Nature du neutron

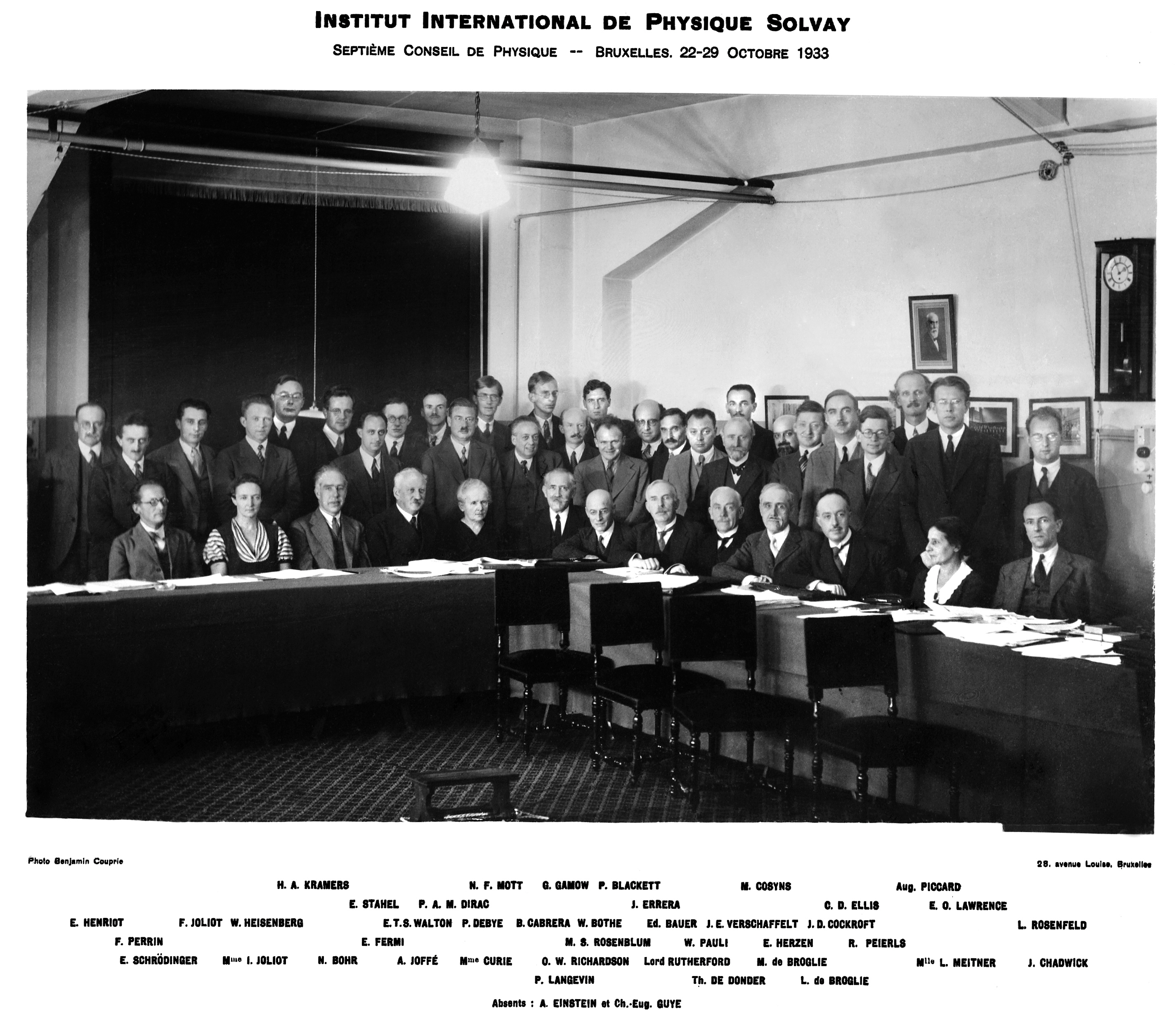
Septième Conférence Solvay de 1933.

La question de savoir si le neutron était une particule composite, composée d'un proton et d'un électron, avait persisté pendant plusieurs années après sa découverte,. Par exemple, en 1932, Harrie Massey avait exploré un modèle de neutron composite pour rendre compte de son grand pouvoir de pénétration à travers la matière et de sa neutralité électrique. La question était un héritage de l'opinion qui dominait les années 1920, selon laquelle les seules particules élémentaires étaient le proton et l'électron.
La nature du neutron était l'un des principaux sujets de discussion au cours de la 7e conférence Solvay qui se tenait en octobre 1933, en présence de Heisenberg, Niels Bohr, Lise Meitner, Ernest Lawrence, Fermi, Chadwick et de bien d'autres,. Comme l'avait exposé Chadwick dans sa conférence Bakerian de 1933, la question principale était celle de la masse du neutron par rapport à la masse du proton. Si la masse du neutron était inférieure à la masse combinée d'un proton et d'un électron (1,0078 u), alors le neutron pouvait être un composite proton-électron en raison du défaut de masse dû à l'énergie de liaison nucléaire. Si elle était supérieure à la masse combinée, alors le neutron devait être élémentaire, tout comme le proton. La question était délicate car la masse de l'électron ne représentait que 0,05 % de celle du proton, d'où la nécessité de mesures expérimentales exceptionnellement précises.
La difficulté de la mesure de la masse du neutron peut être illustrée par les valeurs très variées obtenues entre 1932 et 1934. La valeur acceptée aujourd'hui est de 1,008 66 u. Dans l'article de Chadwick de 1932 sur la découverte, il avait été estimé que la masse du neutron devait être comprise entre 1,005 u et 1,008 u. En bombardant du bore avec des particules alpha, Frédéric et Irène Joliot-Curie avaient obtenu la valeur élevée de 1,012 u, tandis que l'équipe d'Ernest Lawrence à l'Université de Californie avait mesuré la valeur faible de 1,0006 u en utilisant leur nouveau cyclotron.
En 1935, Chadwick et son étudiant de thèse Maurice Goldhaber résolvaient le problème en rapportant la première mesure précise de la masse du neutron. Ils avaient utilisé le rayonnement gamma de 2.6 MeV du thallium 208 (208Tl) (alors connu sous le nom de thorium C") pour photodésintégrer le deutéron selon l'équation
| {\displaystyle {\ce {^{2}_{1}D + \gamma -> ^{1}_{1}H + n}}} |
Au cours de cette réaction, le proton et le neutron produits ont une énergie cinétique à peu près identiques, puisque leurs masses sont à peu près égales. L'énergie cinétique du proton pouvait être mesurée (0,24 MeV), ce qui permettait de déterminer l'énergie de liaison du deutéron (2,6 MeV - 2 x (0,24 MeV) = 2,1 MeV, ou 0,0023 u). La masse du neutron pouvait alors être calculée par le simple bilan de masse
| md | + | é.l. | = | mp | + | mn |
où md,p,n désignent les masses respectives du deutéron, du proton et du neutron, et « é.l. » est l'énergie de liaison. Les masses du deutéron et du proton étaient connues ; Chadwick et Goldhaber avaient utilisé les valeurs de 2,0142 u et 1,0081 u, respectivement. Ils avaient finalement conclu que la masse du neutron était légèrement supérieure à celle du proton (1,0084 u ou 1,0090 u, en fonction de la valeur précise utilisée pour la masse du deutéron). La masse du neutron était donc trop élevée pour qu'il puisse être un composite proton-électron. Le neutron fut donc identifié comme étant une particule élémentaire. Chadwick et Goldhaber ont également prédit que le neutron libre devait être capable de se désintégrer en un proton, un électron et un neutrino (désintégration bêta).

## Physique des neutrons dans les années 1930
Peu de temps après la découverte du neutron, des preuves indirectes avaient suggéré de façon inattendue que le neutron avait un moment magnétique non nul. Les tentatives de mesure du moment magnétique du neutron étaient nées avec la découverte par Otto Stern en 1933 à Hambourg que le proton avait un moment magnétique anormalement élevé,. En 1934, des groupes de recherche dirigés par Stern, aujourd'hui à Pittsburgh, et par Isidor Isaac Rabi à New York avaient indépendamment déduit que le moment magnétique du neutron était négatif et étonnamment élevé en mesurant les moments magnétiques du proton et du deutéron,,,,. Les valeurs du moment magnétique du neutron avaient également été déterminées par Robert Bacher (1933) à Ann Arbor et par Igor Tamm et Semen Altshuler, (1934) en Union soviétique, à partir d'études de la structure hyperfine du spectre atomique. À la fin des années 1930, des valeurs précises du moment magnétique du neutron avaient été déduites par le groupe Rabi à l'aide de mesures utilisant des techniques de résonance magnétique nucléaire, nouvellement développées. La valeur élevée du moment magnétique du proton et la valeur négative déduite du moment magnétique du neutron étaient inattendues et soulevaient de nombreuses questions.

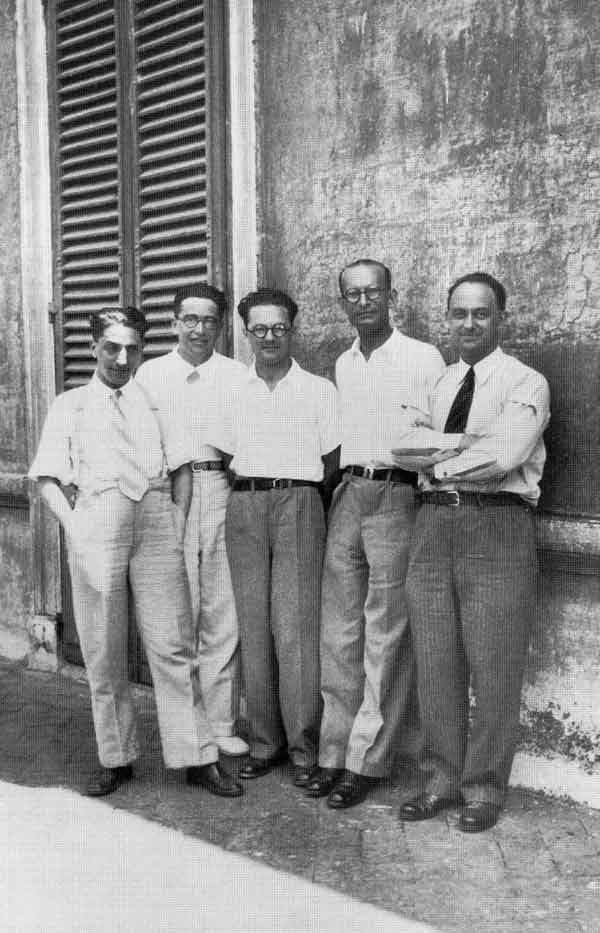
Fermi et ses étudiants (les garçons de la rue Panisperna) dans la cour de l'Institut de Physique de l'Université de Rome à Via Panisperna, vers 1934. De gauche à droite : Oscar D'Agostino, Emilio Segrè, Edoardo Amaldi, Franco Rasetti et Enrico Fermi.

La découverte du neutron avait immédiatement fourni aux scientifiques un nouvel outil leur permettant de sonder les noyaux atomiques. Les particules alpha avaient été utilisées jusque-là dans les expériences de diffusion. Mais ces particules, qui sont des noyaux d'hélium, ont une charge électrique qui ne leur permet pas de surmonter facilement la force de Coulomb répulsive du noyau et donc d'interagir directement avec celui-ci. Comme les neutrons n'ont pas de charge électrique, ils n'ont pas besoin de surmonter cette force. Presque au moment de leur découverte, les neutrons avaient été utilisés par Norman Feather, le collègue et protégé de Chadwick, dans des expériences de diffusion sur l'azote. Feather avait montré que les neutrons qui interagissaient avec des noyaux d'azote pouvaient soit se diffuser en protons, soit induire l'azote à se désintégrer pour former du bore avec émission d'une particule alpha. Feather fut donc le premier à montrer que les neutrons pouvaient produire des désintégrations nucléaires.
À Rome, Enrico Fermi et son équipe de recherche avaient bombardé des éléments plus lourds avec des neutrons. Ils ont alors découvert que les produits étaient radioactifs. Avant 1934, ils avaient déjà utilisé des neutrons pour induire la radioactivité dans 22 éléments différents, dont beaucoup avaient un numéro atomique élevé. Remarquant que d'autres expériences dans son laboratoire semblaient mieux fonctionner lorsqu'ils étaient sur une table en bois plutôt que sur une table en marbre, Fermi soupçonnait que les protons du bois devaient ralentir les neutrons, ce qui augmentait les chances d'interaction des neutrons avec les noyaux. Il dirigea donc des neutrons à travers de la cire de paraffine pour les ralentir. Le résultat était que le taux de radioactivité de certains éléments bombardés était multiplié par un facteur de l'ordre de plusieurs dizaines, voire de plusieurs centaines. La section efficace d'interaction des neutrons avec les noyaux est beaucoup plus grande dans le cas de neutrons lents que lorsqu'ils sont rapides. En 1938, Fermi reçu le prix Nobel de physique « pour ses démonstrations de l'existence de nouveaux éléments radioactifs produits par irradiation neutronique, ainsi que pour sa découverte des réactions nucléaires provoquées par les neutrons lents »,.

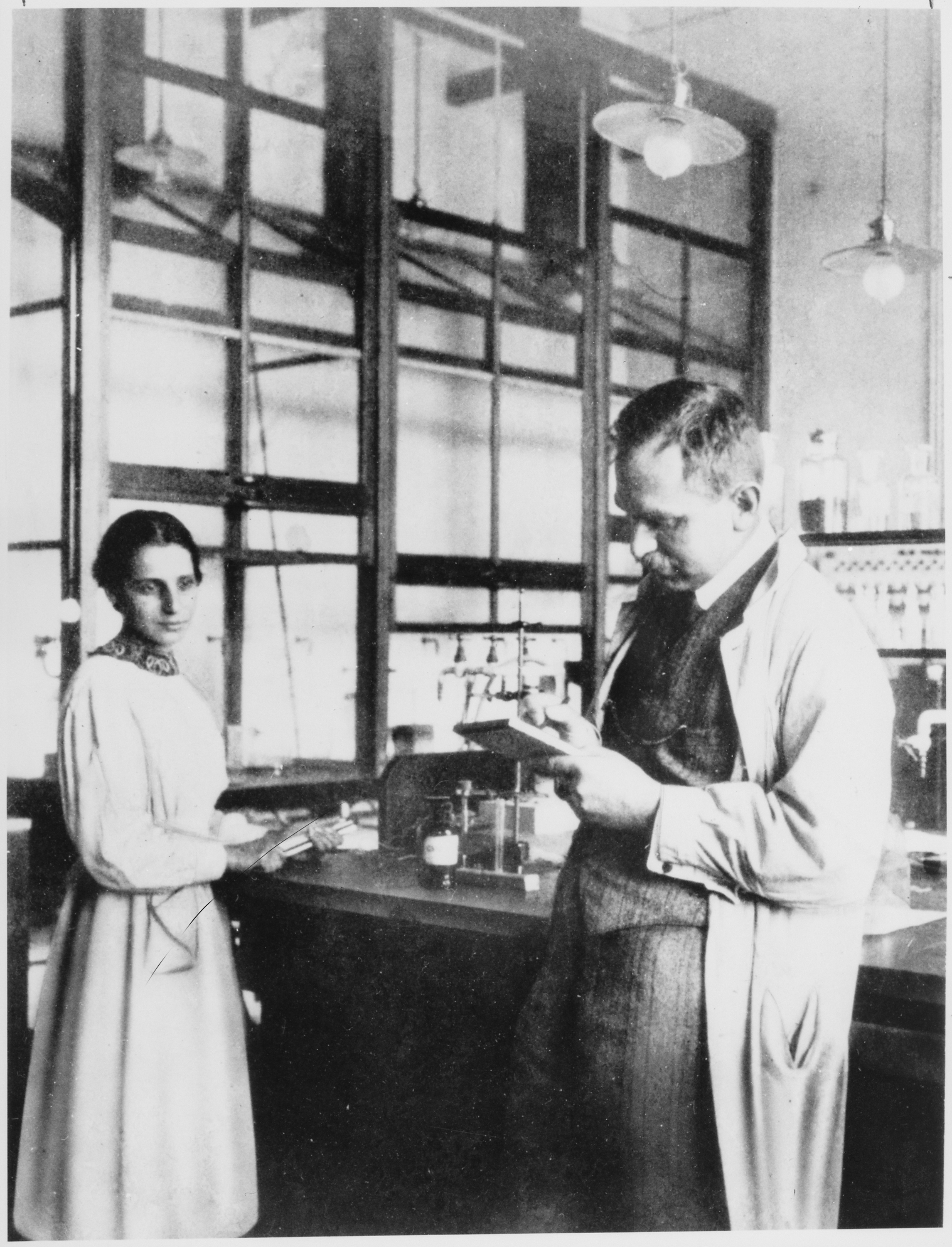
Lise Meitner et Otto Hahn dans leur laboratoire en 1913.

Fission nucléaire causée par l'absorption d'un neutron par l'uranium 235. Le nucléide lourd se fragmente alors en composants plus légers, avec émission de neutrons supplémentaires.

A Berlin, la collaboration entre Lise Meitner et Otto Hahn, accompagnés de leur assistant Fritz Strassmann, avait approfondit les recherches commencées par Fermi en bombardant de l'uranium avec des neutrons. Entre 1934 et 1938, Hahn, Meitner et Strassmann avaient découvert un grand nombre de produits de transmutation radioactifs issus de ces expériences, qu'ils considéraient tous comme étant transuraniens. Les nucléides transuraniens sont ceux qui ont un numéro atomique supérieur à celui de l'uranium (92). Ils sont formés par absorption de neutrons, et n'existent pas à l'état naturel. En juillet 1938, Meitner avait été forcée d'échapper à la persécution antisémite de l'Allemagne nazie, à la suite de l'Anschluss, et elle réussit à obtenir un nouveau poste en Suède. Une expérience décisive les 16 et 17 décembre 1938 (utilisant un processus chimique appelé « fractionnement radium-baryum-mésothorium ») avait produit des résultats déroutants : ce qu'ils pensaient être trois isotopes du radium se comportaient systématiquement comme du baryum. Le radium (numéro atomique 88) et le baryum (numéro atomique 56) appartiennent au même groupe chimique. Dès janvier 1939, Hahn concluait que ce qu'ils pensaient être des nucléides transuraniens étaient en réalité des nucléides beaucoup plus légers, tels que le baryum, le lanthane, le cérium et les platinoïdes légers. Meitner et son neveu Otto Frisch avaient immédiatement et correctement interprété ces observations comme résultant de la fission nucléaire, un terme inventé par Frisch.
Hahn et ses collaborateurs avaient détecté la scission des noyaux d'uranium (rendus instables par l'absorption d'un neutron) en éléments plus légers. Meitner et Frisch avaient également montré que la fission de chaque atome d'uranium libérerait environ 200 MeV d'énergie. La découverte de la fission avait électrisé la communauté internationale des physiciens de l'atome, ainsi que le public. Dans leur deuxième publication sur la fission nucléaire, Hahn et Strassmann prédisaient l'existence et la libération de neutrons supplémentaires au cours du processus de fission. En mars 1939, Frédéric Joliot et son équipe prouvaient que ce phénomène était une réaction en chaîne. En 1945, Hahn reçu le prix Nobel de chimie de l'année 1944 « pour sa découverte de la fission des noyaux atomiques lourds »,.

## Après 1939

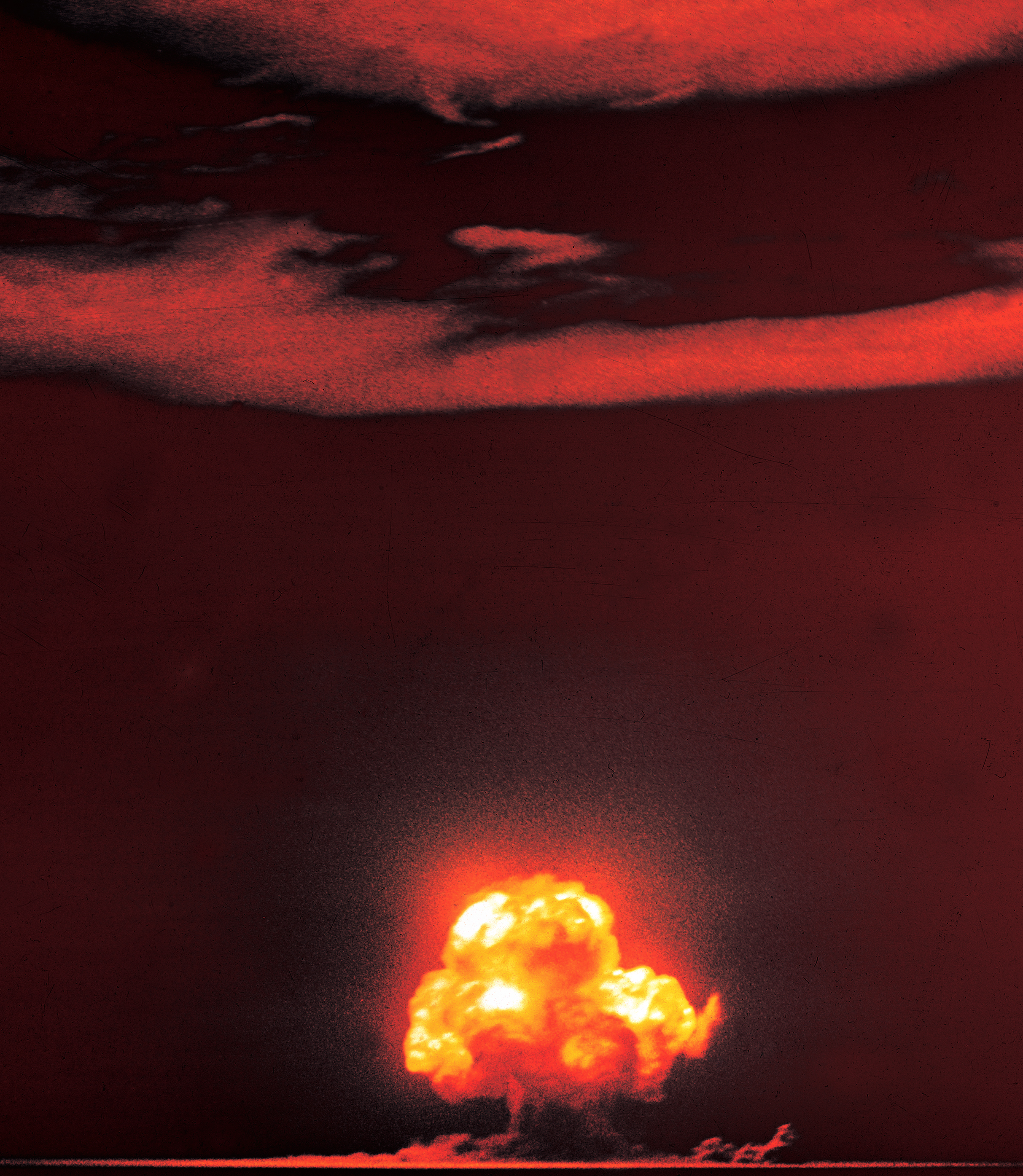
La première bombe atomique qui explosa lors du test Trinity, le 16 juillet 1945, dans le cadre du Projet Manhattan.

La découverte de la fission nucléaire à la fin de 1938 avait marqué un déplacement des centres de la recherche nucléaire depuis l'Europe vers les États-Unis. De nombreux scientifiques avaient émigré aux États-Unis pour échapper aux troubles, à l'antisémitisme qui sévissaient en Europe et pour fuir la guerre imminente:407–410. (Voir « Jewish scientists and the Manhattan Project (en) »). Les nouveaux centres de recherche nucléaire étaient les universités des États-Unis, en particulier l'Université de Columbia à New York et l'Université de Chicago où Enrico Fermi avait déménagé,, ainsi qu'une toute nouvelle installation de recherche secrète à Los Alamos, au Nouveau-Mexique, établie en 1942. Elle devint le centre principal du projet Manhattan. Ce projet de guerre était axé sur la construction des armes nucléaires, exploitant l'énorme énergie libérée par la fission de l'uranium ou celle du plutonium par le biais de réactions en chaîne à base de neutrons.
Les découvertes du neutron et du positron en 1932 avaient été le commencement d'une longue série de découvertes de nouvelles particules. Les muons ont été découverts en 1936, les pions et les kaons en 1947, tandis que les particules lambda l'ont été en 1950. Au cours des années 1950 et 1960, un grand nombre d'autres particules, faisant partie de la famille des hadrons ont ensuite été découvertes. Un schéma de classification pour organiser toutes ces particules, a été proposé indépendamment par Murray Gell-Mann et George Zweig, en 1964. Cette classification était alors connue sous le nom de « modèle des quarks ». Dans ce modèle, le proton et le neutron ne sont pas élémentaires, mais composés de différentes configurations d'un petit nombre d'autres particules véritablement élémentaires appelées partons ou quarks. À partir de la fin des années 1960, le modèle des quarks a fait l'objet d'une vérification expérimentale, et il a finalement fourni une explication au moment magnétique anomal du neutron,. Aujourd'hui, le modèle des quarks fait partie du modèle standard de la physique des particules.

## Vidéos
- Ernest Rutherford résume l'état de la physique nucléaire en 1935. (7 min, Nobelprize.org)
- Hans Bethe discute des travaux de Chadwick et Goldhaber sur la désintégration du deutéron. (2 min, toile d'histoires)